# 望月稔

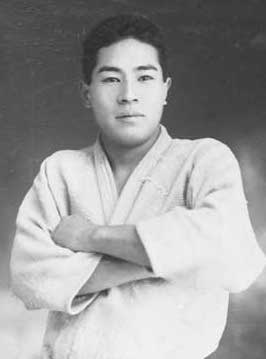
Mochizuki c. 1930

望月 稔（もちづき みのる、1907年〈明治40年〉4月11日 - 2003年〈平成15年〉5月30日）は、日本の武道家。静岡県出身。
嘉納治五郎や三船久蔵から柔道を学び、嘉納の指示により、植芝盛平から合気道（当時は大東流）を学んだ。柔道・合気道・剣道・杖術など、他の武道（武術）の名人や達人から直接師事した経験を持つ武道家として有名である。合気道、柔道、空手道、居合、杖術などをひとつにした総合武道「養正館武道」を開いた。

## 年譜
- 1907年（明治40年）、静岡県静岡市に生まれる。
- 1912年（明治45年）、柔道を習い始める。
- 1918年（大正7年）、大長九郎（力信流）の道場・武修館に入門し、剣道を習い始める。
- 1924年（大正13年）、徳三宝より柔道を学ぶ。
- 1925年（大正14年）、玉心流柔術を修行し、切紙を授けられる。
- 1926年（大正15年）、講道館入門。
- 1927年（昭和2年）、三船久蔵の内弟子となる。
- 1928年（昭和3年）、嘉納治五郎が講道館の有段者を対象に開いていた「古武道研究会」に参加し、天真正伝香取神道流剣術や空手道を修行する。中山博道の道場・有信館に入門し、居合の修行を始める。
- 1929年（昭和4年）、嘉納治五郎の直接指導を受け始める。
- 1930年（昭和5年）、講道館の四段位を授けられる。嘉納治五郎の指示により、植芝盛平に入門。合気道の修行を始める。清水隆次にも入門し、神道夢想流杖術の修行を始める。
- 1931年（昭和6年）、郷里の静岡県静岡市に道場「養正館」を開く。以後、静岡県の憲兵隊、警察署等で指導する。
- 1938年（昭和13年）、モンゴルに赴き、現地で武道を指導する。
- 1946年（昭和21年）、帰国。
- 1950年（昭和25年）、養正館再開。
- 1951年（昭和26年）、フランスに赴き、フランスで初めて合気道を指導する。翌年、帰国。
- 1956年（昭和31年）、剣道五段位、杖道五段位を授与される。
- 1959年（昭和34年）、三船久蔵らの推薦により、講道館より柔道七段位を授与される。
- 1960年（昭和35年）、パリ市より文化功労賞を授与される。
- 1973年（昭和48年）、ベトナムで合気道と柔道を指導する。
- 1976年（昭和51年）、全日本柔道高段者会の講師に就任。
- 1999年（平成11年）、フランスに移住。
- 2003年（平成15年）、フランスで死去。